# 精義隊
精義隊（せいぎたい）は、戊辰戦争の際に新潟で渡部三郎兵衛が組織した農民の私設軍隊。

## 概要
- 越後国西蒲原郡内野村（現在の新潟県新潟市西区内野）の農民が組織した幕末諸隊の1つ。
- 幕府側について新政府軍と戦ったが、苦戦を強いられた。
- 新潟町関屋の茄子畑（現在の新潟県新潟市中央区関屋の新潟高等学校周辺）にて全滅した。

## 戦後への影響
- 精義隊を祀る慰霊碑が新潟市西区内野関場の清徳寺に建てられた。
- 関屋の激戦を鎮護するために慰霊碑が新潟高等学校前の公園に建てられた。